# チャールズ・J・スチュワート
チャールズ・J・スチュワート（Charles J. Stewart、1923年4月16日 - 2016年10月17日）は、アメリカ合衆国の俳優。

## 出演作品
- 巨人獣（ハリス大尉）
- 暗路